# Scream/Childhood
Scream/Childhood는 마이클 잭슨의 앨범 HIStory: Past, Present and Future, Book I에 수록된 두 히트 싱글이다. 1995년 5월 31일에 발매되었다. 곡 중 'Scream'은 잭슨의 여동생 자넷 잭슨과 듀엣한 곡이며, 이 곡은 93년에 있었던 그의 '성추행 혐의 사건'에 루머에 대한 자신의 심정을 폭발적으로 표현한 곡이다. 이 곡은 힙합, 팝, 락, 펑크, R&B 등의 장르를 기반으로 한 곡이다. 이 곡으로 그는 그래미 어워드, 아메리칸 뮤직 어워드에서 상을 수여받았다. 또한 그의 뮤직비디오 역시 MTV 뮤직 어워드, 그래미 어워드에서 상을 받았다. 뮤직비디오는 약 700만 달러짜리 뮤직비디오이며, 현재까지 기네스 북에 올라있다.
두 번째 싱글인 'Childhood'는 자신의 유년기에 대해 노래한 곡이며, 영화 프리 윌리 2에 사운드트랙으로 수록되었다. 이 두 곡은 빌보드 핫 100에서 5위에 픽업되었고, 전 세계적으로 5위안에 들게 되며 큰 인기를 얻는다.

## 특징
- Scream에서 잭슨은 데뷔이래 처음으로 'FXXX'이라는 비속어를 썼다.